# Jemal Tassew
Jemal Tassew Bushra (Addis Abeba, 27 aprile 1989) è un calciatore etiope, Portiere del Fasil City Gonder.

## Carriera

### Club
Ha giocato nel campionato etiope e scozzese.

### Nazionale
Ha esordito con la nazionale etiope nel 2010; nel 2013 e nel 2021 ha partecipato alla Coppa d'Africa.

## Palmarès

### Club

#### Competizioni nazionali
- Ethiopian Cup: 2

Dedebit: 2013-2014
Defence: 2014-2015